# Định lý Lindemann – Weierstrass
Trong lý thuyết số siêu việt, định lý Lindemann–Weierstrass là một kết quả rất hữu ích trong việc thiết lập tính siêu việt của các số. Định lí này nói như sau:
Định lý Lindemann – Weierstrass — nếu α1, ..., αn là các số đại số độc lập tuyến tính với các số hữu tỉ {\displaystyle \mathbb {Q} }, thì eα1, ..., eαn độc lập đại số với {\displaystyle \mathbb {Q} }.
Nói cách khác, các mở rộng trường {\displaystyle \mathbb {Q} (e^{\alpha _{1}},\dots ,e^{\alpha _{n}})} có bậc siêu việt n trên {\displaystyle \mathbb {Q} }.